# Robinson Crusoe (film fra 1902)
 For alternative betydninger, se Robinson Crusoe (flertydig). (Se også artikler, som begynder med Robinson Crusoe)
Robinson Crusoe er en fransk stumfilm fra 1902 af Georges Méliès.